# Pedro Santos (calciatore 2003)
Pedro Miguel Costa Santos (Santa Maria da Feira, 10 febbraio 2003) è un calciatore portoghese, attaccante del Famalicão.

## Carriera

### Club
Santos è cresciuto nel settore giovanile del Benfica ed ha debuttato con la squadra riserve il 13 dicembre 2021 nell'incontro di Segunda Liga vinto 1-0 contro l'Académico de Viseu.
Il 30 luglio 2024 è stato ceduto in prestito al Moreirense, club neopromosso in prima divisione.

### Nazionale
Ha giocato nelle nazionali giovanili portoghesi Under-18 ed Under-19.

## Statistiche

### Presenze e reti nei club
Statistiche aggiornate al 28 settembre 2024.
| Stagione        | Squadra         | Campionato      | Campionato | Campionato | Coppe nazionali | Coppe nazionali | Coppe nazionali | Coppe continentali | Coppe continentali | Coppe continentali | Altre coppe | Altre coppe | Altre coppe | Totale | Totale | Totale |
| Stagione        | Squadra         | Comp            | Pres       | Reti       | Comp            | Pres            | Reti            | Comp               | Pres               | Reti               | Comp        | Pres        | Reti        | Pres   | Reti   |        |
| --------------- | --------------- | --------------- | ---------- | ---------- | --------------- | --------------- | --------------- | ------------------ | ------------------ | ------------------ | ----------- | ----------- | ----------- | ------ | ------ | ------ |
| 2021-2022       | Benfica B       | LdH             | 2          | 0          | -               | -               | -               | -                  | -                  | -                  | -           | -           | -           | 2      | 0      |        |
| 2022-2023       | Benfica B       | LdH             | 29         | 3          | -               | -               | -               | -                  | -                  | -                  | -           | -           | -           | 29     | 3      |        |
| 2023-2024       | Benfica B       | LdH             | 31         | 5          | -               | -               | -               | -                  | -                  | -                  | -           | -           | -           | 31     | 5      |        |
| 2024-2025       | Moreirense      | PL              | 5          | 0          | CP+CdL          | 0               | 0               | -                  | -                  | -                  | -           | -           | -           | 5      | 0      |        |
| Totale carriera | Totale carriera | Totale carriera | 66         | 8          |                 | 0               | 0               |                    | -                  | -                  |             | -           | -           | 66     | 8      |        |